# Synchronizacja
Synchronizacja (z stgr. σύγχρονος synchronos – "równoczesny") – koordynacja w czasie, co najmniej dwóch zjawisk (procesów), tzn. dążenie do równoległego, niezależnego ich przebiegu, skoordynowanego w czasie lub do jednoczesnego ich zakończenia. Pojęcie synchronizacji występuje w fizyce, informatyce, elektronice, telekomunikacji, robotyce, multimediach (np. synchronizacja dźwięku z obrazem), muzyce i ekonomii (synchronizacja cykli koniunkturalnych). 
W formalizmie Szczególnej Teorii Względności występuje problem synchronizacji zegarów, które służą do pomiaru czasu. W ramach tej teorii można mówić o synchronizacji absolutnej i synchronizacji standardowej, zwanej również synchronizacją Einsteina-Poincaré.